# Нидерландские ремонстранты
Ремонстранты (или Братство ремонстрантов, арминиане или рефлексивисты) — отколовшаяся от Голландской реформатской церкви религиозная группа, возникшая в начале XVII века.

## Протест
Братство Ремонстрантов берет свое начало в XVI веке. Эта религиозная община возникла из голландского эразмианского движения в рамках Реформации и получила свое название в честь Дезидерия Эразма (1467—1536). Пионеры этого движения — Анастасий Велуан, Юбер Дюифюи, Виллем де Вольдер, Ангелус Мерула, Корнелис Култейн и Йелле Хотсес. Ремонстранты выступают за либеральное христианство, основанное на таких ценностях, как любовь, свобода и терпимость. Эти ценности привели к возникновению концепции арминианства.
Якоб Арминий (1560—1609) был выдающимся теологом конца XVI и начала XVII века, провозглашавшим взгляды толерантного христианства. Он учился у Теодора Безы в Женеве, был проповедником в Амстердаме и с 1603 года до своей смерти в 1609 году был профессором теологии в Лейденском университете. Последователи Арминия назывались арминианами, также известными как снисходительные или ремонстранты. После него главным представителем ремонстрантов в Лейденском университете был Конрад Форстиус.
Ремонстранты были (и остаются) противниками обязательных исповедальных текстов. Они также выступали против взглядов Кальвина, особенно против учения о предопределении, которое предполагает, что Бог избрал или отверг от вечности. Среди них были Епископий, Эдуард Поппиус и придворный капеллан Иоганнес Эйттенбогерт. Взгляды ремонстрантов были зафиксированы в 1610 году в «защите» или «протесте». Эта защита также известна как «Пять статей ремонстрантов». В январе 1610 года 44 реформатских священника в Гауде сформулировали возражения против учения Голландской реформатской церкви, которая была привилегированной церковью в Республике Семи Объединённых Нидерландов. Эти возражения относились к реформатским исповеданиям веры, из которых в 1618 и 1619 годах вышли Дортские каноны.

## Контрремонстрация
Контрремонстранты, противники ремонстрантов, поддерживали учение Кальвина о предопределении. Ремонстранты обвиняли контрремонстрантов в том, что они делают Бога виновником греха. Для ремонстрантов человек обладал свободной волей в том смысле, что человек должен был, по крайней мере, быть готовым лично принять спасение через Иисуса Христа. Контрремонстранты утверждали, что такая позиция подрывает суверенитет Бога, поскольку Бог не зависит от людей. По мнению контрремонстрантов, человек полностью испорчен и сам выбирает зло. Однако человек по-прежнему несет полную ответственность. То, что они не спасены, то есть не причастны вечной жизни, происходит не потому, что они «не могут», а из-за их неверия. Известным контрремонстрантом был Франциск Гомарус. Контрремонстрантов также называли гомаристами или прецизионистами.
Вскоре между ремонстрантами и их оппонентами возникли ожесточенные дискуссии. Ремонстранты нашли своих сторонников в основном среди регентского класса. Контрремонстранты нашли поддержку прежде всего среди простых людей, среди малого народа. Поскольку спор грозил расколоть молодую Республику на две части, в 1611 году Иоганн ван Ольденбарневелт организовал конференцию в Гааге. На встрече присутствовали шесть проповедников, как со стороны Ремонстрантов, так и со стороны Контрремонстрантов. На этой конференции контрремонстранты сформулировали свою защиту против ремонстранта в семи тезисах. Штатгальтер Мориц Оранский считал миссией Оранского дома «защиту реформированной религии». Поэтому принц Мориц встал на сторону контрремонстрантов и выступил против ван Олденбарневелта.
В августе 1617 года Штаты Голландии приняли резолюцию Шарпа, которая предоставила городам Голландии возможность самостоятельно нанимать наёмников для предотвращения беспорядков. На практике резолюция была направлена против контрремонстрантов, имевших мятежных сторонников среди населения городов. Это подорвало авторитет Морица как главнокомандующего армией. Отчасти из-за этого его конфликт с Ван Олденбарневелтом обострился, в конечном итоге приведя к казни через обезглавливание Великого Пенсионария 13 мая 1619 года по обвинению в государственной измене. Однако Мориц мог и должен был предотвратить смерть этого великого государственного деятеля на эшафоте. «Если бы существовал суд истории, он бы признал Морица безоговорочно виновным», — пишет историк А. Чт. ван Дёрсен в своей биографии принца Морица.
С ноября 1618 года проводился Дордрехтский синод — общее церковное собрание. Синод, как и ожидалось, высказался в пользу контрремонстрантов. Позиция против ремонстрантов была выражена в пяти пунктах, известных как Дортские каноны. 14 января 1619 года на Дордрехтском синоде 200 проповедников-толерантистов были отстранены от должности. 29 мая того же года им пришлось подписать так называемый Акт о бездействии, запрет на проповедование. По меньшей мере восемьдесят проповедников отказались его подписывать и отправились в изгнание.
Под руководством Эйтенбогерта группа из 38 проповедников-ремонстрантов, находившихся в изгнании в Антверпене, основала в 1619 году Братство ремонстрантов. В 1621 году по настоянию Морица проремонстранты Якоб Диркс де Графф и Ромбоут Хогербитс, а также другие, были отстранены от управления Амстердамом и Лейденом.
Герцог Фридрих III Шлезвиг-Гольштейн-Готторпский пригласил беженцев-ремонстрантов поселиться на реке Эйдер, где в 1621 году они основали Фредерикстад. В 1625 году они построили свою первую церковь, которая была разрушена в 1850 году во время Первой германо-датской войны, но восстановлена в 1854 году. Во время изгнания Гуго Гроций никогда не заявлял о своей принадлежности к тому или иному направлению. Тем не менее, гомаристы, как и сами арминиане, причисляли его к арминианам. Для публикаций Де Гроота характерен ремонстрантский стиль аргументации.

## Конец преследований
После кончины Морица Оранского в 1625 году, сторонники Ремонстрантской церкви, находившиеся в изгнании, постепенно вернулись в Республику. Хотя официально церковь была запрещена, на практике к ней относились терпимо. Ремонстранты создали множество тайных мест для проведения богослужений. Одним из таких мест стал Род-Худ, бывший склад на канале Кайзерсграхт в Амстердаме. Это была крупнейшая подпольная церковь в Нидерландах. Только после образования Батавской республики в 1795 году религиозная община была официально признана.

## Период расцвета
Во второй половине XIX и первой половине XX века Братство Ремонстрантов пережило наибольший расцвет. Многие свободомыслящие люди, отколовшиеся от Голландской реформатской церкви, присоединились к ремонстрантам.

## Сотрудничество с PKN
В последней четверти XX века была предпринята попытка создания единой протестантской церкви в Нидерландах (PKN), так называемый процесс «Вместе в пути». Первоначально в этом участвовали ремонстранты, отчасти потому, что теологические разногласия с реформатской церковью были урегулированы в ходе реформатско-ремонстрантского диалога. Однако в 1993 году стало очевидно, что, хотя Лойенбергское соглашение упоминалось как исповедание веры, которое считало взаимные осуждения Реформации более недействительными, Дортские каноны 1619 года также оставались признанными в качестве исповедания веры в церковном ордене новой церкви. Затем общее собрание правления Братства-ремонстранта приняло решение выйти из процесса Вместе в пути. Продолжается сотрудничество с Протестантской церковью в Нидерландах в области всемирного диаконата в рамках проекта «Церковь в действии». В области подготовки служителей в Лейдене также велось интенсивное сотрудничество вплоть до перехода Ремонстрантской семинарии в Свободный университет в 2013 году. Существуют также местные кооперативные общины с либеральными протестантами в рамках PKN Ассоциации либеральных протестантов (VVP).

## Ремонстранты в 21 веке
В 2010 году у Братства Ремонстрантов было 44 общины в Нидерландах и одна в Германии. Ровно половина муниципалитетов Нидерландов расположена в провинциях Южная (16) и Северная Голландия (6). Число участников и друзей на конец 2008 года составило: 5780 из которых треть были «друзьями», что на 145 меньше, чем годом ранее. В 2013 году численность членов грозила упасть ниже 5000 человек. Этого удалось избежать благодаря маркетинговым исследованиям и общенациональной маркетинговой кампании.
Братство Ремонстрантов выступает за открытое и терпимое христианство. Каждый человек может выражать свою веру так, как ему угодно. Среди ремонстрантов нет крещёных членов. Это означает, что их количество не может сравниться с числом членов более крупных церквей, где такие члены есть. Крещение в общине ремонстрантов, которое делает человека частью «Церкви Христа», признаётся большинством других конфессий, включая Римско-католическую церковь. Причастие открыто для всех желающих, независимо от того, являются ли они членами Братства Ремонстрантов или какой-либо другой церкви. Членом организации становится человек, который согласен с Декларацией принципов. Кандидату предлагается сформулировать своё собственное заявление о вере. У ремонстрантов также есть «друзья» — люди, которые чувствуют себя частью религиозного сообщества, но не хотят соглашаться с Декларацией принципов или исповедуют свою веру. Около 30 % ремонстрантов имеют статус «друга». В 1920 году Братство назначило свою первую женщину-священника, а к 2010 году примерно половина служителей общины были женщинами. В 1986 году ремонстранты стали первой религиозной общиной, которая внесла изменения в Церковный устав, позволяющие благословлять однополые пары в церкви. В 2014 году Генеральная Ассамблея приняла решение сделать привлечение «друзей» своей основной задачей, чтобы остановить уменьшение числа членов церкви. Ремонстранты — первая церковь в Нидерландах, которая привлекает членов и «друзей» с помощью современных маркетинговых коммуникаций.
Братство Ремонстрантов является членом Всемирного совета церквей, Совета церквей Нидерландов, Всемирного альянса реформатских церквей (WARC), Сообщества протестантских церквей Европы (Лойенберг), Голландского миссионерского совета (NZR), Межцерковного вещания Нидерландов (IKON) (до роспуска этой вещательной компании 1 января 2016 года) и Международной ассоциации за религиозную свободу (IARF).

### Обновление исповедания веры
В 2004—2005 годах Братство-ремонстранты широко обсуждало разработку национального исповедания веры. Это примечательно, поскольку исповедания веры, имеющиеся у ремонстрантов, в основном представляют собой индивидуальные исповедания веры, которые члены общины составляют при вступлении в неё.
Трижды за свою историю Братство формулировало национальное исповедание веры. Первый был составлен в 1621 году для разъяснения позиции Братства по отношению к господствующей Реформатской или Гереформированной Церкви. Второе исповедание было составлено в 1940 году как свидетельство веры против духовных притязаний национал-социализма в начале немецкой оккупации Нидерландов (1940—1945).
В 2003 году Конвент священников-ремонстрантов сформулировал предложение о новом «доказательстве исповеди». Это признание было принято на общем собрании правления Братства Ремонстрантов (ежегодном собрании) 10 июня 2006 года. Текст начинается не с Бога-Отца (как это принято), а с человека, который осознает и принимает, «что существование бесконечно больше, чем мы можем постичь». Далее упоминается вдохновение Святого Духа; это приводит нас к Иисусу, а Иисус указывает на Бога. Это изменение классического порядка христианского исповедания примечательно, но оно также характерно для ремонстрантов: вера начинается с человека. Признания составляются предварительно. Это временные тексты, которые могут быть улучшены.

### Обновление церкви
В 2008 году в Амерсфорте прошел «консультационный день» по вопросу будущего церкви. Была признана важность новых медиа. В 2009 году Генеральная Ассамблея приняла решение опубликовать лозунг «За свободное и толерантное христианство». Организация стала первой религиозной общиной в Нидерландах, которая решила сделать возможной регистрацию для членства через веб-сайт.
В ноябре 2014 года ремонстранты начали кампанию по вербовке друзей под лозунгом «Вера начинается с тебя». Впервые религиозная община разместила рекламу с помощью плакатов на вокзалах, рекламы в журналах, радиопередач на национальных радиостанциях и в социальных сетях. Первоначально Голландские железные дороги отказались размещать плакаты на станциях из-за «религиозных высказываний». Под давлением СМИ NS отменила это решение. Благодаря кампании и новым методам работы сокращение числа членов прекратилось в течение нескольких месяцев. Численность членов в 2014 году осталась практически такой же, как и в 2013 году (5050).

## Ремонстрантская семинария
С 1634 года у ремонстрантов был свой собственный курс подготовки служителей — Ремонстрантская семинария. После того, как в 1619 году было основано Братство Ремонстрантов, и через некоторое время священники-ремонстранты смогли вернуться из изгнания, в 1634 году Симон Епископиус основал Ремонстрантскую семинарию. Этот учебный колледж должен был стать учебным полигоном для священнослужителей небольшой, в то время все ещё запрещенной, церковной общины ремонстрантов. Епископий и его последователи дополнили исследование, предлагаемое в Амстердамском Atheneum Illustre, предшественнике Амстердамского университета. Были назначены ведущие профессора: среди них Филипп ван Лимборг, который поддерживал тесные контакты с британским философом эпохи Просвещения Джоном Локком, библеистами Иоганном Веттштейном и Жаном ле Клерком. В 1834 году семинария отпраздновала свое 200-летие под руководством известного профессора своего времени Авраама де Амори ван дер Хувена. В 1873 году обучение было переведено в Лейден, где профессором был назначен Корнелис Петрус Тиеле. Он стал первым профессором сравнительного религиоведения в Нидерландах. Под его руководством Братья-ремонстранты полностью выбрали либерализм. Среди его преемников был известный правый модернистский теолог Геррит Ян Хиринг, возглавлявший семинарию с 1917 по 1949 год. Он является автором книги «Падение христианства». В своей речи «Церковь как общественная совесть» он обратил внимание на социальную сторону Евангелия. В 2012 году было принято решение снова перевести семинарию, на этот раз в Свободный университет в Амстердаме. Причиной этого переезда послужил, с одной стороны, исход церковного образования протестантской церкви в Нидерландах из Лейдена (с которым существовало обширное сотрудничество) и широта теологического образования в Свободном университете, где можно найти разнообразное церковное образование.